# Motacilla capensis
Motacilla capensis là một loài chim trong họ Motacillidae.